# IJsland en de Europese Unie
IJsland is geen lid van de Europese Unie, maar heeft daar wel verschillende samenwerkingsverbanden mee. Het land is lid van de Europese Vrijhandelsassociatie (EVA), samen met Noorwegen, Zwitserland en Liechtenstein, en in 1992 tekende IJsland het EER-akkoord met de Europese Unie, dat was ontworpen om EVA-landen deel uit te laten maken van de Europese markt zonder lid van de EU te hoeven zijn. Op 23 juli 2009 heeft IJsland het EU-lidmaatschap aangevraagd. Op 12 maart 2015 heeft het land te kennen gegeven de toetredingsonderhandelingen met de EU weer stil te leggen. In 2025 kondigde de regering aan ten laatste in 2027 een nieuw referendum te houden over toetreding tot de EU.

## Afwegingen
Het belangrijkste probleem voor IJsland om toe te treden is het verlies van de zelfbeschikking over natuurlijke bronnen. Vooral de zeer rijke visgronden staan in het geding vanwege de Gemeenschappelijke Visserijpolitiek van de Unie. Tegenstanders vinden ook dat het EER-lidmaatschap de meeste voordelen van een volwaardig EU-lidmaatschap met zich meebrengt, zonder de kosten. Tegenzin om een deel van IJslands onafhankelijkheid aan een supranationale organisatie over te dragen is een andere bron van euroscepsis, zoals die in sommige EU-landen zelf ook speelt.
Voorstanders van EU-lidmaatschap hanteren vooral economische argumenten. Zij zien de euro als een oplossing voor de zeer sterke wisselkoersschommelingen van de IJslandse kroon, wat bijvoorbeeld een probleem vormt voor veel exporterende bedrijven.
Veel voorstanders zien de sterke euro als oplossing voor de gevolgen van de IJslandse kredietcrisis, of om een volgende crisis te voorkomen. De IJslandse economie kreeg het namelijk heel sterk te verduren door de kredietcrisis en de IJslandse kroon stortte in.

## Verloop
De regering van IJsland van 2006 tot 2009, bestaande uit de Onafhankelijkheidspartij (Sjálfstæðisflokkurinn) en de Progressieve Partij (Framsóknarflokkurinn) onder voorzitterschap van Geir Haarde, was tegen lidmaatschap van de EU. De Alliantie (Samfylkingin) staat meer open voor de unie met een beleid dat IJsland over lidmaatschap zou moeten onderhandelen, waarbij sprake zou moeten zijn van een volksraadpleging. In de Progressieve Partij is ook sprake van enige EU-aanhang.
In februari 2006 voorspelde toenmalig premier Halldór Ásgrímsson van de Progressieve Partij dat IJsland in 2015 lid zou zijn van de EU, en zei dat de beslissende factor voor IJsland de toekomst en grootte van de eurozone zou zijn. Hij gaf echter ook toe dat op dat moment niet de juiste politieke situatie bestond om een beslissing te nemen over het punt.
Eind 2008 werd het land echter zwaar getroffen door de kredietcrisis. Een belangrijke bank ging bankroet en de IJslandse munt kelderde. In opiniepeilingen van november 2008 bleek meer dan 68% van de bevolking nu het lidmaatschap van de EU te willen en een nog grotere meerderheid (>72%) wilde de euro als munteenheid. Op 26 januari 2009 trad de regering-Haarde voortijdig af vanwege de crisis; de interim-regering-Sigurðardóttir, bestaande uit de Samfylkingin en Links-Groen werd op 1 februari beëdigd en bij de vervroegde verkiezingen van 25 april herkozen. De linkse regering beloofde de crisis aan te pakken en toenadering te zoeken tot de EU. Op 30 januari 2009 verklaarde EU-commissaris Olli Rehn dat, mocht IJsland dat willen, IJsland in 2011 tegelijkertijd met Kroatië toe zou kunnen treden. In juli 2009 zette het Parlement van IJsland het licht op groen voor een officieel verzoek tot EU-toetreding. IJsland vroeg op 23 juli 2009 het lidmaatschap van de Europese Unie aan.
De EU zette op 17 juni 2010 het licht op groen voor onderhandelingen met IJsland over toetreding. In Nederland maakte (demissionair) premier Jan Peter Balkenende meteen duidelijk dat van feitelijke toetreding alleen sprake kon zijn als zeker was dat IJsland de 1,3 miljard euro zou terugbetalen aan Nederland die deze aan de failliete bank Icesave had voorgeschoten. Eind 2012 was ruim de helft terugbetaald aan de Nederlandse overheid.
Door tussentijdse verkiezingen in IJsland kwamen de toetredingsonderhandelingen in 2013 stil te liggen. Op 22 mei 2013 kondigde de na de verkiezingen nieuw aangetreden centrumrechtse regering van IJsland aan eerst een referendum te zullen uitschrijven over de vraag of het land überhaupt moet toetreden tot de Unie. Korte tijd later kreeg het IJslandse ministerie van Buitenlandse Zaken het advies van grondwetspecialisten dat de regering niet gebonden is door een in 2009 door het parlement goedgekeurd voorstel om lidmaatschapsgesprekken op te starten. Het referendum over EU-lidmaatschap ging ook niet meer door. In augustus 2013 liet het land de EU weten dat het toetredingsverzoek zal worden ingetrokken. Deze intrekking werd op 12 maart 2015 officieel neergelegd. IJsland was daarmee het eerste land dat de Europese wachtkamer verliet zonder de uitkomsten van de toetredingsonderhandelingen en het oordeel van de bevolking af te wachten.
In december 2024 besloot de regering uiterlijk in 2027 een referendum te houden over hernieuwde toetredingsonderhandelingen met de Europese Unie. Uit een enquête in juni 2024 blijkt dat een meerderheid van de bevolking voor toetreding is.